# Święty Józef (wieś)
Święty Józef (ukr. Свєнти Юзеф) – dawna polska wieś na terenach dzisiejszej Ukrainy w obwodzie iwanofrankiwskim, leżąca 20 km na zachód od Kołomyi. Miejscowość Święty Józef została założona pod koniec XIX wieku przez ks. Karola Przyborowskiego, który z parafii Mariahilf (zachodnie przedmieścia Kołomyi) administrował pobliskie miejscowości, częściowo zamieszkane przez polskich osadników.
W II Rzeczypospolitej 1 stycznia 1926 wieś wyłączona z powiatu nadwórniańskiego i włączona do powiatu kołomyjskiego. Od 1934 w zbiorowej gminie Św. Stanisław w powiecie kołomyjskim województwa stanisławowskiego.

## Historia
Teren, na którym położona była wieś Święty Józef, to dawny Majdan Graniczny. Nazwa ta jest związana z czasem zaborów, kiedy wieś ta graniczyła z powiatem kołomyjskim. Parafia Św. Józef początkowo obejmowała 4 miejscowości z trzech powiatów: nadwórniańskiego, kołomyjskiego i tłumackiego. Cały ten teren wchodził w skład geograficznej całości, zwanej Pokuciem. Wśród Hucułów nazwa wsi Święty Józef, podobnie jak i Majdan Graniczny, nie przyjęła się. Z reguły miejsce to nazywano Brosmaniłką. Ta popularna nazwa pochodzi od ostatnich właścicieli, od których polscy osiedleńcy odkupili te ziemie. Nazywali się oni Ernest i Maria Brosmann.
Od południowej strony terenu wsi, nad rzeką Tłumaczyk, znajdował się dworek byłych właścicieli. Wokół stary sad oraz ślady kwietników i klombów. Wieś Bednarówka na północny zachód od wsi Święty Józef należała do szlachty zaściankowej Bednarskich, od XVIII w. należała ona do rodziny Mrozowickich herbu Prus III, która ufundowała tam kościół pod wezwaniem Św. Teodora Męczennika. Tereny na północy należały do właścicieli Hołoskowa, a północno-wschodnie do Martnowiczów. Majdan Graniczny przed stu laty był dziewiczym borem. Stopniowo postępował wyrąb wraz z rozwijającym się przemysłem. Powstawały tu tartaki, młyny, huty szkła, gorzelnie, browary, rozbudowywano linie kolejowe Stanisławów–Woronianka i Kołomyja–Delatyn. Na wyrębach leśnych zbudowano tory wąskotorowe, których część zachowana jest we wsi do dziś. Przez miejscowość wywożono drzewo do tartaków. Ku północy teren obniżał się i wagony z drewnem samoczynnie dojeżdżały do tartaku w Siedliskach. Puste wagony wypychano ponownie pod górę, i stąd nazwa tych ulic – „Wypychanówki” należące do Siedlisk.
Wzgórze Majdanu Granicznego położone było ponad 420 m n.p.m. Gleba raczej bielicowo-ilasta i gliniasta. Od zachodu i wschodu wzgórze otaczał las. W pogodne dni na horyzoncie można było dojrzeć pasmo Czarnohory z Howerlą, Chomiakiem, Syniakiem i Doboszanką. W północno-zachodniej części Lasu Majdańskiego była wieś Bednarówka. Zamieszkiwały ją od dawien dawna takie polskie rodziny jak: Szuszkiewiczowie, Morawscy, Halkiewiczowie i inni. Północnym sąsiadem wsi Święty Józef była powstała po roku 1902 nowa wieś – Chorosno. W roku 1880 Majdan Graniczny liczył 70 mieszkańców – byli to robotnicy zajmujący się wyrębem lasu i dostarczaniem drewna do tartaku w Siedliskach.

## Powstanie wsi Święty Józef
Powstanie wsi i parafii Święty Józef przypada na okres administrowania ks. Karola Przyborowskiego w parafii Mariahilf-Kołomyja w latach 1880–1908. W latach jego administrowania parafie, do której należał Majdan Graniczny zanotowano w Schematyzmie Lwowskim: „Ecel 1891 execto Titulus Patroc ecelesiac S. Joseph. Metr. ab 1790”. Tym aktem oddano w opiekę Świętego Józefa powstającą wieś. Osiedlano tu katolików niemieckich, którzy chcieli wyodrębnić się spośród osiedlonych w pobliskim Bredtheimie protestantów.
Ks. Karol Przyborowski nawiązał kontakt z właścicielami terenu Majdanu Granicznego, i zorganizował komitet wykupu ziemi i osiedlenia, którego celem było zdobycie funduszy na zadatkowanie kupna terenu przeznaczonego do sprzedaży, ogłoszenie w pismach o sprzedaży ziemi i zwrócenia się do ludności Pokucia o pomoc finansową na zadatkowanie w celu wykupu. W tym czasie robotnicy leśni, przeważnie Rusini, wykupili ziemie od strony południowo-wschodniej, na której stworzono enklawę nazwaną później Majdanikiem Granicznym. Komitet chciał wzmocnić ludność polską porozrzucaną po wioskach ruskich, gdzie byli mniejszością i zaczęli się wynaradawiać. Zaczęła napływać ludność z głębi Galicji. Ks. Karol Przyborowski opracował plan sytuacyjny wsi i przedstawił geometrze w celu podziału całego wykupionego obszaru. 20 sierpnia 1897 wniesiono deklarację do Sądu Obwodowego w Stanisławowie (na podstawie aktów notarialnych zawartych kontraktów przez sąd w Delatynie od 1891 do 1897) o intabulację tych nieruchomości. 21 marca 1899 roku intabulacji dokonano. Potwierdzono nią zakup ziemi w Majdanie Granicznym przez 313 osób, z których ok. 50 to Rusini, którzy założyli własną wioskę na południowy wschód od Świętego Józefa – Majdanik.

## Osiedleńcy
Pierwsi osiedleńcy z Galicji pochodzili głównie z powiatów:

1. bocheńskiego: Borek, Dziewin, Drwinia, Gawłówek, Gorzków, Grobla, Mikluszowice, Niedary, Okulice, Wola Zabierzowska). Z tych terenów przyjechały m.in. rodziny: Bajda, Biel, Czajka, Gaj, Madej, Nosal, Pamuła, Papiński, Styczeń, Sumara, Tomala, Trąba, Widła.
2. brzeskiego: Bielcza, Borzęcin, Dołęga, Mokrzyska, Niedzieliska, Pojawie, Przyborów, Rudy-Rysie, Rylowa, Strzelce Wielkie, Szczepanów, Wola Przemykowska, Zaborów. Z tych terenów przyjechały m.in. rodziny: Baran, Borowiec, Cieśla, Cisak, Ciuruś, Czaja, Czarka, Dobosz, Dziaduła, Franczak, Gulik, Hyćko, Kołodziej, Kowalczyk, Kuś, Lalik, Mach, Majka, Mika, Mróz, Nieć, Ozarka, Pijak, Pitner, Płachno, Przyborowski, Rudnik, Sikora, Sowa, Solak, Stelmach, Styrna, Szybowski, Urbaś, Woźniczka, Zachara, Żurek.
3. tarnowskiego: Demblin, Wola Rogowska, Miechowice, Podlipie, Wierzchosławice, Łękawica. Z tych terenów przyjechały m.in. rodziny: Dulanowicz, Durachta, Głowacki, Kądzielawski, Moryl, Pieczonka, Skowron, Światłowski.
4. mieleckiego: Blizna, Dobrynin, Kiełków, Mielec, Tuszyma, Wola Chorzelowska. Z tych terenów przyjechały m.in. rodziny: Czachor, Harla, Maziarz, Murczek, Piątek, Wanatowicz, Zakrzk.
5. kolbuszowski: Ostrowy Baranowski, Ostrowy Tuszowskie, Przyłęk, Hucina, Huta Przedborska, Kupno, Kolbuszowa, Mazury, Niwiska, Nowa Wieś, Płazówka, Przedbórz, Trześń, Werynia, Zapole. Z tych terenów przyjechały m.in. rodziny: Bajor, Batóg, Bełza, Bernacki, Bryk, Cwanek, Gancarz, Jabłoński, Koba, Kościelny, Lachtara, Lewandowski, Łakomy, Maciąg, Mazur, Opiela, Potęga, Ragan, Surdej, Stachnik, Szalony, Wilk, Wojnar, Zawadzki, Ziomek, Żur.
6. ropczycki, rzeszowski i niski: Kozodrza, Ocieka, Pietrzejowa, Bzianka, Błażowa, Białka, Kąkolówka, Futoma, Trzeboś, Kamień, Jeżowa. Z tych terenów przyjechały m.in. rodziny: Duplaga, Gwozdacz, Ignac, Klaus, Kosydor, Pieróg, Przybyła, Rabczak, Rychlak.
7. przeworski: Gać, Gniewczyna Łańcucka, Wolica, Nowosielce, Przeworsk, Ujezna. Z tych terenów przyjechały m.in. rodziny: Lenar, Ryznar, Duliban, Mroszczyk, Świętaniowski, Walankiewicz.
8. łańcucki: Albigowa, Budy Lańcuckie, Dębina, Handzlówka, Korniaktów, Kosina, Łańcut, Rakszawa, Wysoka. Z tych terenów przyjechały m.in. rodziny: Benedyk, Ćwik, Dubiel, Dulemba, Fryń, Głąb, Jaszek, Klus, Kondlof, Kordas, Kuźniar, Międlar, Łapiga, Łuksik, Markiel, Olbrycht, Pelc, Rak, Szajner, Szczepański, Szpunar, Trojnar, Tunia, Uchman, Zawora.
9. jarosławski: Jarosław, Majdan Sieniawski, Sieniawa, Pawłosiów, Wierzbna, Tywonia. Z tych terenów przyjechali m.in. mieszkańcy: Bednarz, Brzeski, Buniowski, Dziechciaż, Gąsior, Gieleta, Krubnik, Krzeszowiec, Kwiatkowski, Łata, Mazurek, Pobuła, Pokrywka, Salwach, Siwoń, Szlachta, Urbanik, Zwoliński.

## II wojna światowa i wysiedlenie
W latach 1939–1945 nacjonaliści ukraińscy z OUN-UPA zamordowali tutaj 19 Polaków. W latach 1941–1943 na przymusowe roboty do Niemiec zostało wywiezionych 66 mieszkańców wsi. Od czerwca do września 1944 r. w wyniku działań frontowych zginęło 13 mieszkańców.
W czasie okupacji niemieckiej mieszkająca we wsi polska rodzina Płazińskich udzielała schronienia Żydom. W 1992 roku Instytut Jad Waszem podjął decyzję o przyznaniu Józefowi i Marii Płazińskim, Zuzannie Warchoł-Baran z d. Płazińskiej oraz Helenie Mice tytułu Sprawiedliwych wśród Narodów Świata.
Wieś Święty Józef została całkowicie wysiedlona pod koniec II wojny światowej, częściowo przez Niemców (dwa transporty, maj 1944), a potem przez władze sowieckie (maj 1945).
Główne miejscowości na Ziemiach Zachodnich, do których trafili mieszkańcy wsi Święty Józef:
- wieś Pawłowiczki k. Kędzierzyna-Koźla (województwo opolskie)
- miejscowość Bojanowo (wielkopolskie)
- wsie: Olbrachcice Wielkie, Budzów, Stoszowice, Żdanów (dolnośląskie)
- miasta: Ząbkowice Śląskie, Srebrna Góra (dolnośląskie).